# Zorii Aurii (Grecia)
Zorii Aurii (în greacă Χρυσή Αυγή, transliterat: Chrysí Avgí) este numele unui partid politic ultranaționalist din Grecia. A fost fondat în 1993 de către Nikolaos Michaloliakos, simpatizant nazist și negaționist al Holocaustului. În urma alegerilor legislative din mai 2012 a intrat în Parlamentul țării, obținând 21 de mandate. În 2015 în urma alegerilor legislative din septembrie, a câștigat 18 mandate, clasându-se pe locul 3.
A atins un apogeu în 2015, când era a treia forță politică a țării, moment în care adepții lui au lansat numeroase atacuri împotriva adversarilor politici. În urma asasinării rapperului antifascist Pavlos Fyssas de către un membru al partidului, Zorii Aurii a fost anchetat ca organizație criminală. Procesul a relevat organizarea paramilitară a partidului și a dus la o scădere de popularitate a acestuia, care nu a mai intrat în parlament la alegerile din 2019. În 2020, Michaloliakos a fost condamnat la 13 ani de închisoare pentru conducerea unei organizații criminale, iar alți lideri la pedepse privatoare de libertate mai mici.